# Toralf Engan
Toralf Engan, né le 1er octobre 1936 à Meldal, est un sauteur à ski norvégien, champion olympique et champion du monde.

## Biographie
Engan est licencié au Il Leik à Hølonda.
Il se révèle en 1955 en remportant le concours junior d'Holmenkollen. En 1960, chez les séniors, il finit deuxième juste derrière le champion olympique Helmut Recknagel. En 1961, il remporte l'unique titre de champion de Norvège de sa carrière.
En 1962, il est champion du monde à Zakopane, une de ses 22 victoires cette saison. Lors de l'hiver suivant, il continue sa domination sur le saut à ski, gagnant la Tournée des quatre tremplins, avec trois succès sur quatre.
Il est champion olympique sur grand tremplin en 1964 devant Veikko Kankkonen, qui prend sa revanchee sur le petit tremplin, Engan devant se contenter de la médaille d'argent. Il reçoit la Médaille Holmenkollen en 1962.
Connu pour son style en saut, il finit sa carrière sportive en 1966. Il entraîne l'équipe norvégienne à la fin des années 1960.

## Palmarès

### Jeux olympiques
| Épreuve / Édition | Innsbruck 1964 |
| Petit tremplin    | Argent         |
| Grand tremplin    | Or             |

### Championnats du monde
| Épreuve / Édition | Zakopane 1962 |
| Petit tremplin    | Or            |
| Grand tremplin    | 4e            |

### Tournée des quatre tremplins
- Vainqueur du classement final en 1963.